# Łupica (gromada)
Łupica (alt. Łupice) – dawna gromada, czyli najmniejsza jednostka podziału terytorialnego Polskiej Rzeczypospolitej Ludowej w latach 1954–1972.
Gromady, z gromadzkimi radami narodowymi (GRN) jako organami władzy najniższego stopnia na wsi, funkcjonowały od reformy reorganizującej administrację wiejską przeprowadzonej jesienią 1954 do momentu ich zniesienia z dniem 1 stycznia 1973, tym samym wypierając organizację gminną w latach 1954–1972.
Gromadę Łupica z siedzibą GRN w Łupicy (w obecnym brzmieniu Łupice) utworzono – jako jedną z 8759 gromad na obszarze Polski – w powiecie sulechowskim w woj. zielonogórskim na mocy uchwały nr V/23/54 WRN w Zielonej Górze z dnia 5 października 1954. W skład jednostki weszły obszary dotychczasowych gromad Łupica, Śmieszkowo i Spokojna ze zniesionej gminy Ciosaniec w tymże powiecie.
1 stycznia 1955 gromadę włączono do powiatu wschowskiego w tymże województwie, gdzie ustalono dla niej 12 członków gromadzkiej rady narodowej.
1 stycznia 1958 gromadę zniesiono, a jej obszar włączono do gromad: Ciosaniec (wsie Łupica i Spokojna) i Sława (wieś Śmieszkow) w tymże powiecie.